# Miguelópolis (kommun)
Miguelópolis är en kommun i Brasilien.   Den ligger i delstaten São Paulo, i den sydöstra delen av landet, 500 km söder om huvudstaden Brasília. Antalet invånare är 20 442.
Följande samhällen finns i Miguelópolis:
- Miguelópolis

Trakten runt Miguelópolis består till största delen av jordbruksmark. Runt Miguelópolis är det ganska glesbefolkat, med 29 invånare per kvadratkilometer.